# Cynanchum insulanum
Cynanchum insulanum là một loài thực vật có hoa trong họ La bố ma. Loài này được (Hance) Hemsl. mô tả khoa học đầu tiên năm 1889.